# Monohelea novaguinensis
Monohelea novaguinensis är en tvåvingeart som beskrevs av Tokunaga 1959. Monohelea novaguinensis ingår i släktet Monohelea och familjen svidknott. Inga underarter finns listade i Catalogue of Life.